# 岸和田市立山滝小学校
岸和田市立山滝小学校（きしわだしりつ やまたきしょうがっこう）は、大阪府岸和田市内畑町にある公立小学校。

## 沿革
- 1872年（明治5年）6月15日 - 第3学区第17中学区41番小学として創立。同日を創立記念日とする。
- 1875年（明治8年） - 内畑小学と改称。
- 1885年（明治18年） - 内畑初等小学校と改称。
- 1887年（明治20年） - 内畑尋常小学校と改称。
- 1893年（明治26年） - 高等科を併置し、内畑尋常高等小学校と改称。
- 1907年（明治40年） - 現在地に移転。
- 1908年（明治41年） - 山滝尋常高等小学校と改称。
- 1941年（昭和16年） - 泉北郡山滝国民学校と改称。
- 1947年（昭和22年） - 大阪府泉北郡山滝小学校と改称。
- 1948年（昭和23年）4月1日 - 泉北郡山滝村が岸和田市に編入され、岸和田市立山滝小学校と改称。

## 通学区域
- 内畑町、大沢町[1]

※卒業後は基本的に岸和田市立山滝中学校に進学する。